# Премія «Оскар» за найкращу музику до фільму
Премію «Оскар» за найкращу музику до фільму щорічно вручає Американська академія кіномистецтва за музику, написану композитором спеціально для фільму.

## Історія
Номінація «За найкращу музику до фільму» за роки свого існування неодноразово змінює свою назву.
- Музична партитура драматичної або комедійної картини (англ. Music Score Of A Dramatic Or Comedy Picture): 1943—1957, 1959—1962
- Озвучування музичної картини (англ. Scoring of a Musical Picture): 1942—1957, 1959—1962
- Оригінальна партитура (англ. Original Score): 1939—1941, 1976—1995
- Озвучення (англ. Scoring): 1935—1941, 1958, 1971
- Музична партитура драматичної картини (англ. Music Score Of A Dramatic Picture): 1942
- Музична партитура — по суті оригінальна (англ. Music Score--substantially Original): 1963—1966
- Озвучування музики — адаптація або обробка (англ. Scoring Of Music--adaptation Or Treatment): 1963—1968
- Оригінальна музична партитура (англ. Original Music Score): 1967—1968
- Оригінальна партитура — для кінофільму (не мюзиклу) (англ. Original Score--for A Motion Picture [Not A Musical]: 1969—1970
- Партитура музичної картини — оригінал або адаптація (англ. Score Of A Musical Picture--original Or Adaptation): 1969—1970
- Оригінальна партитура пісні (англ. Original Song Score): 1971, 1985
- Оригінальна драматична партитура (англ. Original Dramatic Score): 1972—1975, 1996—1999
- Озвучення: оригінальна партитура пісні та адаптація або Озвучення: адаптація (англ. Scoring: Original Song Score And Adaptation -or- Scoring: Adaptation): 1974—1976
- Оригінальна партитура пісні та її адаптація або адаптація партитури (англ. Original Song Score And Its Adaptation Or Adaptation Score): 1977—1978
- Озвучення: адаптація та оригінальна партитура пісні (англ. Scoring: Adaptation And Original Song Score): 1972—1973
- Адаптація партитури (англ. Adaptation Score): 1979
- Оригінальна партитура пісні та її адаптація -або- адаптація партитури (англ. Original Song Score And Its Adaptation -or- Adaptation Score): 1980, 1983
- Оригінальна партитура пісні або адаптація партитури (англ. Original Song Score Or Adaptation Score): 1984
- Оригінальна музична або комедійна партитура (англ. Original Musical Or Comedy Score): 1996—1999

## Нагороди та номінації

### 1930-ті
| Номер                        | Фільм                                            | Номінації                         |
| 7-ма (1935)                  |                                                  |                                   |
| ---------------------------- | ------------------------------------------------ | --------------------------------- |
| 7-ма (1935)                  | ★ «Одна ніч кохання»                             | Columbia Studio Sound Department  |
| 7-ма (1935)                  | «Веселе розлучення»                              | RKO Radio Studio Music Department |
| 7-ма (1935)                  | «Загублений патруль»                             | RKO Radio Studio Music Department |
| 8-ма (1936)                  |                                                  |                                   |
| ★ «Інформатор»               | RKO Pictures                                     |                                   |
| «Одіссея капітана Блада»     | Warner Bros.                                     |                                   |
| «Заколот на Баунті»          | Metro-Goldwyn-Mayer                              |                                   |
| «Пітер Іббетсон»             | Paramount Pictures                               |                                   |
| 9-та (1937)                  |                                                  |                                   |
| ★ «Ентоні нещасний»          | Warner Bros. Studio Music Department             |                                   |
| «Атака легкої кавалерії»     | Warner Bros. Studio Music Department             |                                   |
| «Сад Аллаха»                 | Selznick International Pictures Music Department |                                   |
| «Генерал помер на світанку»  | Paramount Pictures Music Department              |                                   |
| «Вінтерсет»                  | RKO Radio Studio Music Department                |                                   |
| 10-та (1938)                 |                                                  |                                   |
| ★ «Сто чоловіків і дівчина»  | Universal Studio Music Department                |                                   |
| «Ураган»                     | Goldwyn Studio Music Department                  |                                   |
| «У старому Чикаго»           | 20th Century Fox Studio Music Department         |                                   |
| «Життя Еміля Золя»           | Warner Bros. Studio Music Department             |                                   |
| «Втрачений горизонт»         | Columbia Studio Music Department                 |                                   |
| «Задумай бажання»            | Principal Productions                            |                                   |
| «Мейтайм»                    | Metro-Goldwyn-Mayer Studio Music Department      |                                   |
| «Порція на суді»             | Republic Studio Music Department                 |                                   |
| «В'язень Зенди»              | Selznick International Pictures Music Department |                                   |
| «Кволіті-стріт»              | RKO Radio Studio Music Department                |                                   |
| «Білосніжка і семеро гномів» | Волт Дісней Studio Music Department              |                                   |
| «Про що співати»             | Grand National Studio Music Department           |                                   |
| «Душі на морі»               | Paramount Pictures Music Department              |                                   |
| «Шлях із Заходу»             | Hal Roach Studio Music Department, Марвін Гатлі  |                                   |
| 11-та (1939)                 | Оригінальна партитура                            | Оригінальна партитура             |
| 11-та (1939)                 | ★ «Пригоди Робін Гуда»                           | Еріх Вольфганг Корнгольд          |
| 11-та (1939)                 | «Дівчина армії»                                  | Віктор Янг                        |
| 11-та (1939)                 | «Розбиття льоду»                                 | Віктор Янг                        |
| 11-та (1939)                 | «Блок-голови»                                    | Марвін Гатлі                      |
| 11-та (1939)                 | «Блокада»                                        | Вернер Янссен                     |
| 11-та (1939)                 | «Ковбой і леді»                                  | Альфред Ньюман                    |
| 11-та (1939)                 | «Якби я був королем»                             | Річард Гагеман                    |
| 11-та (1939)                 | «Марія-Антуанетта»                               | Герберт Стотхарт                  |
| 11-та (1939)                 | «Тихоокеанський лайнер»                          | Роберт Рассел Беннет              |
| 11-та (1939)                 | «Суец»                                           | Луїс Сільверс                     |
| 11-та (1939)                 | «Молоді серцем»                                  | Франц Ваксман                     |
| 11-та (1939)                 | Озвучення                                        |                                   |
| 11-та (1939)                 | ★ «Регтайм бенд Олександра»                      | Альфред Ньюман                    |
| 11-та (1939)                 | «Безтурботний»                                   | Віктор Баравалле                  |
| 11-та (1939)                 | «Жіноча школа»                                   | Морріс Столофф, Грегорі Стоун     |
| 11-та (1939)                 | «Золоті дурниці»                                 | Альфред Ньюман                    |
| 11-та (1939)                 | «Єзавель»                                        | Макс Стайнер                      |
| 11-та (1939)                 | «Божевільний про музику»                         | Чарльз Превін, Френк Скіннер      |
| 11-та (1939)                 | «Шторм над Бенгалією»                            | Сай Фоєр                          |
| 11-та (1939)                 | «Милі»                                           | Герберт Стохарт                   |
| 11-та (1939)                 | «Там йде моє серце»                              | Марвін Гатлі                      |
| 11-та (1939)                 | «Свято Тропік»                                   | Борис Моррос                      |
| 11-та (1939)                 | «Молоді серцем»                                  | Франц Ваксман                     |

### 1940-ві
| Церемонія                                            | Фільм                                                      | Номінації |
| ---------------------------------------------------- | ---------------------------------------------------------- | --------- |
| 12-та (1940)                                         |                                                            |           |
| Оригінальна партитура                                |                                                            |           |
| «Чарівник країни Оз»                                 | Герберт Стотхарт                                           |           |
| «Темна перемога»                                     | Макс Стайнер                                               |           |
| «Вічно твій»                                         | Вернер Янссен                                              |           |
| «Золотий хлопчик»                                    | Віктор Янг                                                 |           |
| «Завойовник»                                         | Віктор Янг                                                 |           |
| «Мандри Гуллівера»                                   | Віктор Янг                                                 |           |
| «Звіяні вітром»                                      | Макс Стайнер                                               |           |
| «Людина в залізній масці»                            | Люд Глускін, Люсьєн Моравек                                |           |
| «Медсестра Едіт Кавелл»                              | Ентоні Коллінз                                             |           |
| «Про мишей і людей»                                  | Аарон Копленд                                              |           |
| "Прийшли дощі                                        | Альфред Ньюман                                             |           |
| «Буремний перевал»                                   | Альфред Ньюман                                             |           |
| Озвучення                                            |                                                            |           |
| «Диліжанс»                                           | Річард Гагеман, В. Франк Гарлінг, Джон Лейпольд, Лео Шукен |           |
| «Крихітки в обіймах»                                 | Роджер Еденс, Джорджі Столл                                |           |
| «Перше кохання»                                      | Чарльз Превін                                              |           |
| «Великий Віктор Герберт»                             | Філ Бутель, Артур Ланге                                    |           |
| «Горбань Нотр-Даму»                                  | Альфред Ньюман                                             |           |
| «Інтермецо»                                          | Лу Форбс                                                   |           |
| «Містер Сміт вирушає до Вашингтона»                  | Тьомкін Дмитро                                             |           |
| «Про мишей і людей»                                  | Аарон Копленд                                              |           |
| «Приватне життя Єлизавети та Ессекса»                | Еріх Вольфганг Корнгольд                                   |           |
| «Вийшла заміж за копа»                               | Сай Фоєр                                                   |           |
| «Річка Свані»                                        | Луїс Сільверс                                              |           |
| «У них буде музика»                                  | Альфред Ньюман                                             |           |
| «Шлях на південь»                                    | Віктор Янг                                                 |           |
| 13-та (1941)                                         |                                                            |           |
| Оригінальна партитура                                |                                                            |           |
| «Піноккіо»                                           | Лі Гарлін, Пол Сміт, Нед Вашингтон                         |           |
| «Аризона»                                            | Віктор Янг                                                 |           |
| «Темна команда                                       | Віктор Янг                                                 |           |
| «Боротьба за життя»                                  | Луїс Грюнберг                                              |           |
| «Великий диктатор»                                   | Мередіт Вілсон                                             |           |
| «Будинок семи фронтонів»                             | Френк Скіннер                                              |           |
| «Говарди Вірджинії»                                  | Річард Гагеман                                             |           |
| «Лист»                                               | Макс Стайнер                                               |           |
| «Довга подорож додому»                               | Річард Гагеман                                             |           |
| «Знак Зоро»                                          | Альфред Ньюман                                             |           |
| «Моя кохана дружина»                                 | Рой Вебб                                                   |           |
| «Північно-західна поліція»                           | Віктор Янг                                                 |           |
| «Мільйон років до нашої ери»                         | Вернер Гейманн                                             |           |
| «Наше містечко»                                      | Аарон Копленд                                              |           |
| «Ребекка»                                            | Франц Ваксман                                              |           |
| «Багдадський злодій»                                 | Міклош Рожа                                                |           |
| «Міст Ватерлоо»                                      | Герберт Стотхарт                                           |           |
| Озвучення                                            |                                                            |           |
| «Алея з жерсті»                                      | Альфред Ньюман                                             |           |
| «Воскресни, кохання моє»                             | Віктор Янг                                                 |           |
| «Хіт-парад 1941 року»                                | Сай Фоєр                                                   |           |
| «Ірен»                                               | Ентоні Коллінз                                             |           |
| «Наше містечко»                                      | Аарон Копленд                                              |           |
| «Морський яструб»                                    | Еріх Вольфганг Корнгольд                                   |           |
| «Другий хор»                                         | Арті Шоу                                                   |           |
| «Весняний парад»                                     | Чарльз Превін                                              |           |
| «Оркестр заграв»                                     | Роджер Еденс, Джорджі Столл                                |           |
| 14-та (1942)                                         |                                                            |           |
| Музична партитура драматичної або комедійної картини |                                                            |           |
| «Диявол і Даніель Вебстер»                           | Бернард Геррманн                                           |           |
| «Задня вулиця»                                       | Френк Скіннер                                              |           |
| «Вогняна куля»                                       | Альфред Ньюман                                             |           |
| «Вітаємо за міс Бішоп»                               | Едвард Вард                                                |           |
| «Громадянин Кейн»                                    | Бернард Геррманн                                           |           |
| «Доктор Джекілл і містер Хайд»                       | Франц Ваксман                                              |           |
| «Стримай світанок»                                   | Віктор Янг                                                 |           |
| «Якою зеленою була моя долина»                       | Альфред Ньюман                                             |           |
| «Король зомбі»                                       | Едвард Дж. Кей                                             |           |
| «Дами на пенсії»                                     | Морріс Столофф, Ернст Тох                                  |           |
| «Маленькі лисиці»                                    | Мередіт Вілсон                                             |           |
| «Лідія»                                              | Міклош Рожа                                                |           |
| «Острів Милосердя»                                   | Сай Фоєр, Вальтер Шарф                                     |           |
| «Сержант Йорк»                                       | Макс Стайнер                                               |           |
| «Так закінчується наша ніч»                          | Луїс Грюнберг                                              |           |
| «Захід сонця»                                        | Міклош Рожа                                                |           |
| «Підозра»                                            | Франц Ваксман                                              |           |
| «Танків мільйон»                                     | Едвард Вард                                                |           |
| «Це невизначене почуття»                             | Вернер Гейманн                                             |           |
| «Ця жінка - моя»                                     | Річард Гагеман                                             |           |
| Озвучування музичної картини                         |                                                            |           |
| «Дамбо»                                              | Френк Черчілль, Олівер Воллес                              |           |
| «Всеамериканський співавтор»                         | Едвард Вард                                                |           |
| «Народження блюзу»                                   | Роберт Е. Долан                                            |           |
| «Рядові»                                             | Чарльз Превін                                              |           |
| «Шоколадний солдат»                                  | Герберт Стотхарт, Броніслав Капер                          |           |
| «Крижані Кападе»                                     | Сай Фоєр                                                   |           |
| «Полунична блондинка»                                | Гайнц Ремхельд                                             |           |
| «Серенада сонячної долини»                           | Еміль Ньюман                                               |           |
| «Сонячно»                                            | Ентоні Коллінз                                             |           |
| «Ти ніколи не будеш багатшим»                        | Морріс Столофф                                             |           |
| 15-та (1943)                                         |                                                            |           |
| Музична партитура драматичної або комедійної картини |                                                            |           |
| «Вперед, мандрівник»                                 | Макс Стайнер                                               |           |
| «Арабські ночі»                                      | Френк Скіннер                                              |           |
| «Бембі»                                              | Френк Черчілль, Едвард Х. Пламб                            |           |
| «Чорний лебідь»                                      | Альфред Ньюман                                             |           |
| «Брати Корсиканці»                                   | Тьомкін Дмитро                                             |           |
| «Летючі тигри»                                       | Віктор Янг                                                 |           |
| «Золота лихоманка»                                   | Макс Терр                                                  |           |
| «Я одружився з відьмою»                              | Рой Вебб                                                   |           |
| «Жанна Паризька»                                     | Рой Вебб                                                   |           |
| «Книга джунглів»                                     | Міклош Рожа                                                |           |
| «Клондайк Ф'юрі»                                     | Едвард Дж. Кей                                             |           |
| «Гордість Янкі»                                      | Лі Гарлін                                                  |           |
| «Випадкова жнива»                                    | Герберт Стотхарт                                           |           |
| «Шанхайський жест»                                   | Річард Гагеман                                             |           |
| «Срібна королева»                                    | Віктор Янг                                                 |           |
| «Візьми листа, кохана»                               | Віктор Янг                                                 |           |
| «Розмова про місто»                                  | Фрідріх Голландер, Морріс Столофф                          |           |
| «Бути чи не бути»                                    | Вернер Гейманн                                             |           |
| Озвучування музичної картини                         |                                                            |           |
| «Янкі Дудл Денді»                                    | Рей Гайндорф, Гайнц Ремхельд                               |           |
| «Політ з музикою»                                    | Едвард Вард                                                |           |
| «Для мене і моєї дівчини»                            | Роджер Еденс, Джорджі Столл                                |           |
| «Святковий готель „Голідей“»                         | Роберт Е. Долан                                            |           |
| «Це почалося з Єви»                                  | Ганс Дж. Солтер, Чарльз Превін                             |           |
| «Джонні Дафбой»                                      | Вальтер Шарф                                               |           |
| «Моя дівчина Сел»                                    | Альфред Ньюман                                             |           |
| «Ви ніколи не були прекраснішими»                    | Лі Гарлін                                                  |           |
| 16-та (1944)                                         |                                                            |           |
| Музична партитура драматичної або комедійної картини |                                                            |           |
| «Пісня Бернадетти»                                   | Альфред Ньюман                                             |           |
| «Дивовижна місіс Холідей»                            | Френк Скіннер, Ганс Дж. Солтер                             |           |
| «Касабланка»                                         | Макс Стайнер                                               |           |
| «Командос наносять удар на світанку»                 | Морріс Столофф, Луїс Грюнберг                              |           |
| «Впавший горобець»                                   | Рой Вебб, Костянтин Бакалейніков                           |           |
| «За кого дзвонить дзвін»                             | Віктор Янг                                                 |           |
| «Шибеники також вмирають!»                           | Ганнс Ейслер                                               |           |
| «Привіт Діддл Дідл»                                  | Філ Бутель                                                 |           |
| «У Старій Оклахомі»                                  | Вальтер Шарф                                               |           |
| «Джонні, приходь останнім часом»                     | Лі Гарлін                                                  |           |
| «Кансан»                                             | Жерар Карбонара                                            |           |
| «Леді з Бурлеску»                                    | Артур Ланге                                                |           |
| «Мадам Кюрі»                                         | Герберт Стотхарт                                           |           |
| «Місяць і шість пенсів»                              | Тьомкін Дмитро                                             |           |
| «Полярна зірка»                                      | Аарон Копленд                                              |           |
| «Перемога через повітряну силу»                      | Едвард Х. Пламб, Пол Сміт, Олівер Воллес                   |           |
| Озвучування музичної картини                         |                                                            |           |
| «Це армія»                                           | Рей Гайндорф                                               |           |
| «Коні-Айленд»                                        | Альфред Ньюман                                             |           |
| «Хіт-парад 1943 року»                                | Вальтер Шарф                                               |           |
| «Привид опери»                                       | Едвард Вард                                                |           |
| «Привіт, друзі!»                                     | Едвард Х. Пламб, Пол Сміт, Чарльз Волкотт                  |           |
| «Небо – це межа»                                     | Лі Гарлін                                                  |           |
| «Щось про що кричати»                                | Морріс Столофф                                             |           |
| «Службові двері їдальні»                             | Роберт Е. Долан                                            |           |
| «Тисячі привітань»                                   | Герберт Стотхарт                                           |           |
| 17-та (1945)                                         |                                                            |           |
| Музична партитура драматичної або комедійної картини |                                                            |           |
| «Оскільки ви пішли геть»                             | Макс Стайнер                                               |           |
| «Адреса невідома»                                    | Морріс Столофф, Ернст Тох                                  |           |
| «Пригоди Марка Твена»                                | Макс Стайнер                                               |           |
| «Міст Сан-Луїс-Рей»                                  | Тьомкін Дмитро                                             |           |
| «Казанова Браун»                                     | Артур Ланге                                                |           |
| «Різдвяне свято»                                     | Ганс Дж. Солтер                                            |           |
| «Подвійна страховка»                                 | Міклош Рожа                                                |           |
| «Бойові морські бджоли»                              | Вальтер Шарф, Рой Вебб                                     |           |
| «Волохата мавпа»                                     | Мішель Мишле, Едвард Поль                                  |           |
| «Це сталося завтра»                                  | Роберт Штольц                                              |           |
| «Джек Лондон»                                        | Фред Річ                                                   |           |
| «Кісмет»                                             | Герберт Стотхарт                                           |           |
| «Ніхто, крім Самотнього серця»                       | Костянтин Бакалейніков, Ганнс Ейслер                       |           |
| «Принцеса і пірат»                                   | Девід Роуз                                                 |           |
| «Літня буря»                                         | Карл Хайош                                                 |           |
| «Три російські дівчини»                              | В. Франк Гарлінг                                           |           |
| «Нагорі в кімнаті Мейбл»                             | Едвард Поль                                                |           |
| «Голос на вітрі»                                     | Мішель Мишле                                               |           |
| «Вільсон»                                            | Альфред Ньюман                                             |           |
| «Жінка міста»                                        | Міклош Рожа                                                |           |
| Озвучування музичної картини                         |                                                            |           |
| «Дівчина з обкладинки»                               | Морріс Столофф, Дракон Кармен                              |           |
| «Бразилія»                                           | Вальтер Шарф                                               |           |
| «Все вище і вище»                                    | Костянтин Бакалейніков                                     |           |
| «Голлівудська їдальня»                               | Рей Гайндорф                                               |           |
| «Ірландські очі усміхаються»                         | Альфред Ньюман                                             |           |
| «Свято Найкербокера»                                 | Вернер Гейманн, Курт Вайль                                 |           |
| «Леді в темряві»                                     | Роберт Е. Долан                                            |           |
| «Леді, давайте потанцюємо»                           | Едвард Дж. Кей                                             |           |
| «Зустрінь мене в Сент-Луїсі»                         | Джорджі Столл                                              |           |
| «Веселі Монахани»                                    | Ганс Дж. Солтер                                            |           |
| «Людина Менстрель»                                   | Ферде Грофе, Лео Ердоді                                    |           |
| «Сенсації 1945 року»                                 | Махлон Меррік                                              |           |
| «Пісня про відкриту дорогу»                          | Чарльз Превін                                              |           |
| «Вгору в зброї»                                      | Луїс Форбс, Рей Гайндорф                                   |           |
| 18-та (1946)                                         |                                                            |           |
| Музична партитура драматичної або комедійної картини |                                                            |           |
| «Заворожений»                                        | Міклош Рожа                                                |           |
| «Дзвони Святої Марії»                                | Роберт Е. Долан                                            |           |
| «Мільйони Брюстера»                                  | Вільям Волтон                                              |           |
| «Капітан Кід»                                        | Вернер Янссен                                              |           |
| «Зачарований котедж»                                 | Рой Вебб                                                   |           |
| «Полум'я узбережжя Варвари»                          | Мортон Скотт, Дейл Баттс                                   |           |
| «Г. І. Медовий місяць»                               | Едвард Дж. Кей                                             |           |
| «Історія Г.І. Джо»                                   | Луїс Епплбаум, Енн Ронелл                                  |           |
| «Гість у будинку»                                    | Вернер Янссен                                              |           |
| «Гість дружина»                                      | Амфітеатров Данило                                         |           |
| «Ключі королівства»                                  | Альфред Ньюман                                             |           |
| «Втрачений вікенд                                    | Міклош Рожа                                                |           |
| «Любовні листи»                                      | Віктор Янг                                                 |           |
| «Людина, яка йшла сама»                              | Карл Хайош                                                 |           |
| «Об’єктивно, Бірма!»                                 | Франц Ваксман                                              |           |
| «Паризьке метро»                                     | Олександр Тансман                                          |           |
| «Пісня на пам’ять»                                   | Міклош Рожа, Морріс Столофф                                |           |
| «Південник»                                          | Вернер Янссен                                              |           |
| «Ця наша любов»                                      | Ганс Дж. Солтер                                            |           |
| «Долина Рішення»                                     | Герберт Стотхарт                                           |           |
| «Жінка у вікні»                                      | Артур Ланге, Гуго Фрідгофер                                |           |
| Озвучування музичної картини                         |                                                            |           |
| «Підняти якорі»                                      | Джорджі Столл                                              |           |
| «Белль Юкона»                                        | Артур Ланге                                                |           |
| «Не можу втриматися від співу»                       | Джером Керн, Ганс Дж. Солтер                               |           |
| «Автостопом до щастя»                                | Мортон Скотт                                               |           |
| «Запальна блондинка»                                 | Роберт Е. Долан                                            |           |
| «Рапсодія в блакитному»                              | Рей Гайндорф, Макс Стайнер                                 |           |
| «Державний ярмарок»                                  | Альфред Ньюман, Чарльз Е. Хендерсон                        |           |
| «Сонцезахисний капелюх Сью»                          | Едвард Дж. Кей                                             |           |
| «Троє кабальєрів»                                    | Едвард Х. Пламб, Пол Сміт, Чарльз Волкотт                  |           |
| «Сьогодні ввечері і щоночі»                          | Марлін Скілз, Морріс Столофф                               |           |
| «Чому дівчата залишають дім»                         | Вальтер Грін                                               |           |
| «Чудо-людина»                                        | Луїс Форбс, Рей Гайндорф                                   |           |
| 19-та (1947)                                         |                                                            |           |
| Музична партитура драматичної або комедійної картини |                                                            |           |
| «Найкращі роки нашого життя»                         | Гуго Фрідгофер                                             |           |
| «Анна та король Сіаму»                               | Бернард Геррманн                                           |           |
| «Генріх V»                                           | Вільям Волтон                                              |           |
| «Гумореска»                                          | Франц Ваксман                                              |           |
| «Убивці»                                             | Міклош Рожа                                                |           |
| Озвучування музичної картини                         |                                                            |           |
| «Історія Джолсона»                                   | Морріс Столофф                                             |           |
| «Синє небо»                                          | Роберт Е. Долан                                            |           |
| «Столітнє літо»                                      | Альфред Ньюман                                             |           |
| «Дівчата Гарві»                                      | Ленні Хейтон                                               |           |
| «Ніч і день»                                         | Рей Гайндорф, Макс Стайнер                                 |           |
| 20-та (1948)                                         |                                                            |           |
| Музична партитура драматичної або комедійної картини |                                                            |           |
| «Подвійне життя»                                     | Міклош Рожа                                                |           |
| «Дружина єпископа»                                   | Гуго Фрідгофер                                             |           |
| «Капітан із Кастилії»                                | Альфред Ньюман                                             |           |
| «Назавжди бурштин»                                   | Девід Раксін                                               |           |
| «Життя з батьком»                                    | Макс Стайнер                                               |           |
| Озвучування музичної картини                         |                                                            |           |
| «Мати носила колготки»                               | Альфред Ньюман                                             |           |
| «Фієста»                                             | Джонні Грін                                                |           |
| «Моя дика ірландська троянда»                        | Рей Гайндорф, Макс Стайнер                                 |           |
| «Дорога до Ріо»                                      | Роберт Е. Долан                                            |           |
| «Пісня Півдня»                                       | Амфітеатров Данило, Пол Сміт, Чарльз Волкотт               |           |
| 21-ша (1949)                                         |                                                            |           |
| Музична партитура драматичної або комедійної картини |                                                            |           |
| «Червоні черевички»                                  | Браян Ісдейл                                               |           |
| «Гамлет»                                             | Вільям Волтон                                              |           |
| «Жанна д'Арк»                                        | Гуго Фрідгофер                                             |           |
| «Джонні Белінда»                                     | Макс Стайнер                                               |           |
| «Зміїна яма»                                         | Альфред Ньюман                                             |           |
| Озвучування музичної картини                         |                                                            |           |
| «Великодній парад»                                   | Джонні Грін, Роджер Еденс                                  |           |
| «Імператорський вальс»                               | Віктор Янг                                                 |           |
| «Пірат»                                              | Ленні Хейтон                                               |           |
| «Романтика у відкритому морі»                        | Рей Гайндорф                                               |           |
| «Коли моя крихітка посміхається мені»                | Альфред Ньюман                                             |           |

### 1950-ті
| Церемонія                                            | Фільм                                           | Номінації |
| ---------------------------------------------------- | ----------------------------------------------- | --------- |
| 22-га (1950)                                         |                                                 |           |
| Музична партитура драматичної або комедійної картини |                                                 |           |
| «Спадкоємиця»                                        | Аарон Копленд                                   |           |
| «За лісом»                                           | Макс Стайнер                                    |           |
| «Чемпіон»                                            | Тьомкін Дмитро                                  |           |
| Озвучування музичної картини                         |                                                 |           |
| «Звільнення у місто»                                 | Роджер Еденс, Ленні Хейтон                      |           |
| «Джолсон співає знову»                               | Морріс Столофф, Джордж Данінг                   |           |
| «Шукайте срібну підкладку»                           | Рей Гайндорф                                    |           |
| 23-тя (1951)                                         |                                                 |           |
| Музична партитура драматичної або комедійної картини |                                                 |           |
| «Бульвар Сансет»                                     | Франц Ваксман                                   |           |
| «Все про Єву»                                        | Альфред Ньюман                                  |           |
| «Полум'я і стріла»                                   | Макс Стайнер                                    |           |
| «Жодних сумних пісень для мене»                      | Джордж Данінг                                   |           |
| «Самсон і Даліла»                                    | Віктор Янг                                      |           |
| Озвучування музичної картини                         |                                                 |           |
| «Енні отримує вашу зброю»                            | Адольф Дойч, Роджер Еденс                       |           |
| «Попелюшка»                                          | Олівер Воллес, Пол Сміт                         |           |
| «Я впораюся»                                         | Лайонел Ньюман                                  |           |
| «Три маленькі слова»                                 | Андре Превін                                    |           |
| «Історія Вест-Пойнта»                                | Рей Хайндорф                                    |           |
| 24-та (1952)                                         |                                                 |           |
| Музична партитура драматичної або комедійної картини |                                                 |           |
| «Місце під сонцем»                                   | Франц Ваксман                                   |           |
| «Девід і Вірсавія»                                   | Альфред Ньюман                                  |           |
| «Смерть комівояжера»                                 | Алекс Норт                                      |           |
| «Камо грядеши»                                       | Міклош Рожа                                     |           |
| «Трамвай „Бажання“»                                  | Алекс Норт                                      |           |
| Озвучування музичної картини                         |                                                 |           |
| «Американець у Парижі»                               | Джонні Грін, Саул Чаплін                        |           |
| «Аліса у Дивокраї»                                   | Олівер Воллес                                   |           |
| «Великий Карузо»                                     | Адлер Герман Бертольдович, Джонні Грін          |           |
| «На Рів'єрі»                                         | Альфред Ньюман                                  |           |
| «Театр на плаву»                                     | Адольф Дойч, Конрад Селінджер                   |           |
| 25-та (1953)                                         |                                                 |           |
| Музична партитура драматичної або комедійної картини |                                                 |           |
| «Рівно опівдні»                                      | Тьомкін Дмитро                                  |           |
| «Айвенго»                                            | Міклош Рожа                                     |           |
| «Чудо Фатімської Богоматері»                         | Макс Стайнер                                    |           |
| «Злодій»                                             | Гершель Берк Гілберт                            |           |
| «Віва Сапата!»                                       | Алекс Норт                                      |           |
| Озвучування музичної картини                         |                                                 |           |
| «З піснею в моєму серці»                             | Альфред Ньюман                                  |           |
| «Ганс Крістіан Андерсен»                             | Вальтер Шарф                                    |           |
| «Джазовий співак»                                    | Рей Хайндорф, Макс Стайнер                      |           |
| «Медіум»                                             | Джанкарло Менотті                               |           |
| «Співаючи під дощем»                                 | Ленні Хейтон                                    |           |
| 26-та (1954)                                         |                                                 |           |
| Музична партитура драматичної або комедійної картини |                                                 |           |
| «Лілі»                                               | Броніслав Капер                                 |           |
| «Вище і далі»                                        | Гуго Фрідгофер                                  |           |
| «Відтепер і на віки віків»                           | Морріс Столофф, Джордж Данінг                   |           |
| «Юлій Цезар»                                         | Міклош Рожа                                     |           |
| «Це Сінерама»                                        | Луїс Форбс                                      |           |
| Озвучування музичної картини                         |                                                 |           |
| «Називай мене мадам»                                 | Альфред Ньюман                                  |           |
| «5000 пальців доктора Т.»                            | Фрідріх Голландер, Морріс Столофф               |           |
| «Стрічковий фургон»                                  | Адольф Дойч                                     |           |
| «Лихо Джейн»                                         | Рей Хайндорф                                    |           |
| «Поцілуй мене, Кет»                                  | Андре Превін, Саул Чаплін                       |           |
| 27-ма (1955)                                         |                                                 |           |
| Музична партитура драматичної або комедійної картини |                                                 |           |
| «Високий і могутній»                                 | Тьомкін Дмитро                                  |           |
| «Заколот на „Кейні“»                                 | Макс Стайнер                                    |           |
| «Женев'єва»                                          | Ларрі Адлер                                     |           |
| «У порту»                                            | Леонард Бернстайн                               |           |
| «Срібна чаша»                                        | Франц Ваксман                                   |           |
| Озвучування музичної картини                         |                                                 |           |
| «Сім наречених для семи братів»                      | Адольф Дойч, Саул Чаплін                        |           |
| «Кармен Джонс»                                       | Гершель Берк Гілберт                            |           |
| «Історія Глена Міллера                               | Джозеф Гершенсон, Генрі Манчіні                 |           |
| «Зірка народжується»                                 | Рей Хайндорф                                    |           |
| «Немає кращого бізнесу, ніж шоубізнес»               | Альфред Ньюман, Лайонел Ньюман                  |           |
| 28-ма (1956)                                         |                                                 |           |
| Музична партитура драматичної або комедійної картини |                                                 |           |
| «Кохання — найчудовіша річ на світі»                 | Альфред Ньюман                                  |           |
| «Бойовий плач»                                       | Макс Стайнер                                    |           |
| «Людина із золотою рукою»                            | Елмер Бернстайн                                 |           |
| «Пікнік»                                             | Джордж Данінг                                   |           |
| «Татуйована троянда»                                 | Алекс Норт                                      |           |
| Озвучування музичної картини                         |                                                 |           |
| «Оклахома»                                           | Роберт Рассел Беннет, Джей Блектон, Адольф Дойч |           |
| «Тато – довгі ноги»                                  | Альфред Ньюман                                  |           |
| «Хлопці та ляльки»                                   | Джей Блектон, Сіріл Дж. Мокрідж                 |           |
| «Тут завжди гарна погода»                            | Андре Превін                                    |           |
| «Полюби мене або залиш мене»                         | Персі Фейт, Джорджі Столл                       |           |
| 29-та (1957)                                         |                                                 |           |
| Музична партитура драматичної або комедійної картини |                                                 |           |
| «Навколо світу за 80 днів»                           | Віктор Янг                                      |           |
| «Анастасія»                                          | Альфред Ньюман                                  |           |
| «Між небом і пеклом»                                 | Гуго Фрідгофер                                  |           |
| «Гігант»                                             | Тьомкін Дмитро                                  |           |
| «Дощ»                                                | Алекс Норт                                      |           |
| Озвучування музичної картини                         |                                                 |           |
| «Король і я»                                         | Альфред Ньюман, Кен Дарбі                       |           |
| «Найкращі речі в житті безкоштовні»                  | Лайонел Ньюман                                  |           |
| «Історія Едді Дюшен»                                 | Морріс Столофф, Джордж Данінг                   |           |
| «Вище суспільство»                                   | Джонні Грін, Саул Чаплін                        |           |
| «Зустрінь мене у Лас-Вегасі»                         | Джорджі Столл, Джонні Грін                      |           |
| 30-та (1958)                                         |                                                 |           |
| «Міст через річку Квай»                              | Малкольм Арнольд                                |           |
| «Незабутній роман»                                   | Гуго Фрідгофер                                  |           |
| «Хлопчик на дельфіні                                 | Гуго Фрідгофер                                  |           |
| «Перрі»                                              | Пол Сміт                                        |           |
| «Округ Рейнтрі»                                      | Джонні Грін                                     |           |
| 31-ша (1959)                                         |                                                 |           |
| Музична партитура драматичної або комедійної картини |                                                 |           |
| «Старий і море»                                      | Дмитро Тьомкін                                  |           |
| «Велика країна»                                      | Джером Моросс                                   |           |
| «Окремі таблиці»                                     | Девід Раксін                                    |           |
| «Біла пустеля»                                       | Олівер Воллес                                   |           |
| «Молоді леви»                                        | Гуго Фрідгофер                                  |           |
| Озвучування музичної картини                         |                                                 |           |
| «Жіжі»                                               | Андре Превін                                    |           |
| «Великий балет»                                      | Файєр Юрій, Рождественський Геннадій            |           |
| «Прокляті янкі»                                      | Рей Хайндорф                                    |           |
| «Масниця»                                            | Лайонел Ньюман                                  |           |
| «Південна частина Тихого океану»                     | Кен Дарбі, Альфред Ньюман                       |           |

### 1960-ті
| Церемонія                                            | Фільм                                                                           | Номінації |
| ---------------------------------------------------- | ------------------------------------------------------------------------------- | --------- |
| 32-га (1960)                                         |                                                                                 |           |
| Музична партитура драматичної або комедійної картини |                                                                                 |           |
| «Бен-Гур»                                            | Міклош Рожа                                                                     |           |
| «Щоденник Анни Франк»                                | Альфред Ньюман                                                                  |           |
| «Історія черниці»                                    | Франц Ваксман                                                                   |           |
| «На березі»                                          | Ернест Голд                                                                     |           |
| «Подушка»                                            | Френк Девол                                                                     |           |
| Озвучування музичної картини                         |                                                                                 |           |
| «Поргі та Бесс»                                      | Андре Превін, Кен Дарбі                                                         |           |
| «П'ять пенні»                                        | Лейт Стівенс                                                                    |           |
| «Ліл Абнер»                                          | Нельсон Ріддл, Джозеф Дж. Ліллі                                                 |           |
| «Скажи один за мене»                                 | Лайонел Ньюман                                                                  |           |
| «Спляча красуня»                                     | Джордж Бранс                                                                    |           |
| 33-тя (1961)                                         |                                                                                 |           |
| Музична партитура драматичної або комедійної картини |                                                                                 |           |
| «Вихід»                                              | Ернест Голд                                                                     |           |
| «Форт Аламо»                                         | Тьомкін Дмитро                                                                  |           |
| «Елмер Гантрі»                                       | Андре Превін                                                                    |           |
| «Чудова сімка»                                       | Елмер Бернстайн                                                                 |           |
| «Спартак»                                            | Алекс Норт                                                                      |           |
| Озвучування музичної картини                         |                                                                                 |           |
| «Пісня без кінця»                                    | Морріс Столофф, Гаррі Сукман                                                    |           |
| «Дзвони дзвонять»                                    | Андре Превін, Червоний Мітчелл                                                  |           |
| «Канкан»                                             | Нельсон Ріддл                                                                   |           |
| «Займемося коханням»                                 | Ерл Хаген, Лайонел Ньюман                                                       |           |
| «Пепе»                                               | Джонні Грін                                                                     |           |
| 34-та (1962)                                         |                                                                                 |           |
| Музична партитура драматичної або комедійної картини |                                                                                 |           |
| «Сніданок у Тіффані»                                 | Генрі Манчіні                                                                   |           |
| «Ель Сід»                                            | Міклош Рожа                                                                     |           |
| «Фанні»                                              | Морріс Столофф, Гаррі Сукман                                                    |           |
| «Гармати острова Наварон»                            | Тьомкін Дмитро                                                                  |           |
| «Літо і дим»                                         | Елмер Бернстайн                                                                 |           |
| Озвучування музичної картини                         |                                                                                 |           |
| «Вестсайдська історія»                               | Саул Чаплін, Джонні Грін, Ірвін Косталь, Сід Рамін                              |           |
| «Красуні в країні іграшок»                           | Джордж Бранс                                                                    |           |
| «Квітковий барабан»                                  | Альфред Ньюман, Кен Дарбі                                                       |           |
| «Хованщина»                                          | Шостакович Дмитро Дмитрович                                                     |           |
| «Паризький блюз»                                     | Дюк Еллінгтон                                                                   |           |
| 35-та (1963)                                         |                                                                                 |           |
| Музична партитура — по суті оригінальна              |                                                                                 |           |
| «Лоуренс Аравійський»                                | Моріс Жарр                                                                      |           |
| «Фрейд: Таємна пристрасть»                           | Джеррі Голдсміт                                                                 |           |
| «Заколот на „Баунті“»                                | Броніслав Капер                                                                 |           |
| «Тарас Бульба»                                       | Франц Ваксман                                                                   |           |
| «Убити пересмішника»                                 | Елмер Бернстайн                                                                 |           |
| Озвучування музики — адаптація або обробка           |                                                                                 |           |
| «Людина-музикант»                                    | Рей Гайндорф                                                                    |           |
| «Джамбо Біллі Роуза»                                 | Джорджі Столл                                                                   |           |
| «Жиго»                                               | Мішель Мань                                                                     |           |
| «Циган                                               | Френк Перкінс                                                                   |           |
| «Чудовий світ братів Грімм»                          | Лі Харлін                                                                       |           |
| 36-та (1964)                                         |                                                                                 |           |
| Музична партитура — по суті оригінальна              |                                                                                 |           |
| «Том Джонс»                                          | Джон Аддісон                                                                    |           |
| «55 днів у Пекіні»                                   | Тьомкін Дмитро                                                                  |           |
| «Клеопатра»                                          | Алекс Норт                                                                      |           |
| «Як підкорили Захід»                                 | Альфред Ньюман, Кен Дарбі                                                       |           |
| «Цей шалений, шалений, шалений, шалений світ»        | Ернест Голд                                                                     |           |
| Озвучування музики — адаптація або обробка           |                                                                                 |           |
| «Ірма ла Дус»                                        | Андре Превін                                                                    |           |
| «Бувай, пташко (фільм, 1963)»                        | Джонні Грін                                                                     |           |
| «Новий вид кохання»                                  | Лейт Стівенс                                                                    |           |
| «Неділі та Кібела»                                   | Моріс Жарр                                                                      |           |
| «Меч у камені»                                       | Джордж Бранс                                                                    |           |
| 37-ма (1965)                                         |                                                                                 |           |
| Музична партитура — по суті оригінальна              |                                                                                 |           |
| «Мері Поппінс»                                       | Брати Шерман                                                                    |           |
| «Бекет»                                              | Лоуренс Розенталь                                                               |           |
| «Падіння Римської імперії»                           | Тьомкін Дмитро                                                                  |           |
| «Тихше, тихше, мила Шарлотто»                        | Френк Девол                                                                     |           |
| «Рожева пантера»                                     | Генрі Манчіні                                                                   |           |
| Озвучування музики — адаптація або обробка           |                                                                                 |           |
| «Моя чарівна леді»                                   | Андре Превін                                                                    |           |
| «Вечір важкого дня»                                  | Джордж Мартін                                                                   |           |
| «Мері Поппінс»                                       | Ірвін Косталь                                                                   |           |
| «Робін і 7 капотів»                                  | Нельсон Ріддл                                                                   |           |
| «Непотоплювана Моллі Браун»                          | Роберт Армбрустер, Лео Арно, Джек Елліотт, Джек Хейс, Келвін Джексон, Лео Шукен |           |
| 38-ма (1966)                                         |                                                                                 |           |
| Музична партитура — по суті оригінальна              |                                                                                 |           |
| «Доктор Живаго»                                      | Моріс Жарр                                                                      |           |
| «Агонія та екстаз»                                   | Алекс Норт                                                                      |           |
| «Найвеличніша історія з коли-небудь розказаних»      | Альфред Ньюман                                                                  |           |
| «Латка синього кольору»                              | Джеррі Голдсміт                                                                 |           |
| «Шербурзькі парасольки»                              | Мішель Легран, Жак Демі                                                         |           |
| Озвучування музики — адаптація або обробка           |                                                                                 |           |
| «Звуки Музики»                                       | Ірвін Косталь                                                                   |           |
| «Кет Баллу»                                          | Френк Девол                                                                     |           |
| «Шукачі задоволення»                                 | Лайонел Ньюман, Олександр Кураж                                                 |           |
| «Тисяча клоунів»                                     | Дон Волкер                                                                      |           |
| «Шербурзькі парасольки»                              | Мішель Легран                                                                   |           |
| 39-та (1967)                                         |                                                                                 |           |
| Оригінальна музична партитура                        |                                                                                 |           |
| «Народжена вільною»                                  | Джон Баррі                                                                      |           |
| «Біблія: На початку...»                              | Тошіро Маюзумі                                                                  |           |
| «Гаваї»                                              | Елмер Бернстайн                                                                 |           |
| «Піщана галька»                                      | Джеррі Голдсміт                                                                 |           |
| «Хто боїться Вірджинії Вульф?»                       | Алекс Норт                                                                      |           |
| Озвучування музики — адаптація або обробка           |                                                                                 |           |
| «Веселий випадок по дорозі на Форум»                 | Кен Торн                                                                        |           |
| «Євангеліє від Матвія»                               | Луїс Енрікес Бакалов                                                            |           |
| «Повернення Сімки»                                   | Елмер Бернстайн                                                                 |           |
| «Співаюча черниця»                                   | Гаррі Сукман                                                                    |           |
| «Зупиніть світ – я хочу зійти»                       | Аль Хам                                                                         |           |
| 40-ва (1968)                                         |                                                                                 |           |
| Оригінальна музична партитура                        |                                                                                 |           |
| «Цілком сучасна Міллі»                               | Елмер Бернстайн                                                                 |           |
| «Холоднокровний Люк»                                 | Лало Шифрін                                                                     |           |
| «Доктор Долітл»                                      | Леслі Брикусс                                                                   |           |
| «Далеко від шаленого натовпу»                        | Річард Родні Беннетт                                                            |           |
| «У холодній крові»                                   | Квінсі Джонс                                                                    |           |
| Озвучування музики — адаптація або обробка           |                                                                                 |           |
| «Камелот»                                            | Альфред Ньюман, Кен Дарбі                                                       |           |
| «Доктор Долітл»                                      | Лайонел Ньюман, Олександр Кураж                                                 |           |
| «Вгадай, хто прийде на обід»                         | Френк Девол                                                                     |           |
| «Цілком сучасна Міллі»                               | Андре Превін, Джозеф Гершенсон                                                  |           |
| «Долина ляльок»                                      | Джон Вільямс                                                                    |           |
| 41-ша (1969)                                         |                                                                                 |           |
| Оригінальна партитура — для кінофільму (не мюзиклу)  |                                                                                 |           |
| «Лев узимку»                                         | Джон Баррі                                                                      |           |
| «Лисиця»                                             | Лало Шифрін                                                                     |           |
| «Планета мавп»                                       | Джеррі Голдсміт                                                                 |           |
| «Черевики рибалки»                                   | Алекс Норт                                                                      |           |
| «Афера Томаса Крауна»                                | Мішель Легран                                                                   |           |
| Партитура музичної картини — оригінал або адаптація  |                                                                                 |           |
| «Олівер!»                                            | Джонні Грін (адаптація партитури)                                               |           |
| «Веселка Фініана»                                    | Рей Гайндорф (адаптація партитури)                                              |           |
| «Смішна дівчина»                                     | Вальтер Шарф (адаптація партитури)                                              |           |
| «Зірка!»                                             | Ленні Хейтон (адаптація партитури)                                              |           |
| «Дівчата з Рошфора»                                  | Легранд (музика та адаптація партитури), Жак Демі (текст)                       |           |

### 1970-ті
| Церемонія                                                                    | Фільм | Номінації |
| ---------------------------------------------------------------------------- | --- | --------- |
| 42-га (1970)                                                                 | |           |
| Оригінальна партитура — для кінофільму (не мюзиклу)                          | |           |
| «Буч Кессіді і Санденс Кід»                                                  | Берт Бахарах |           |
| «Анна на тисячу днів»                                                        | Жорж Дельрю |           |
| «Рейвери»                                                                    | Джон Вільямс |           |
| «Таємниця Санта-Вітторії»                                                    | Ернест Голд |           |
| «Дика банда»                                                                 | Джеррі Філдінг |           |
| Партитура музичної картини — оригінал або адаптація                          | |           |
| «Привіт, Доллі!»                                                             | Ленні Хейтон, Лайонел Ньюман (адаптація партитури)                                                                                |           |
| «До побачення, містере Чіпс»                                                 | Леслі Брикусс (музика та текст), Джон Вільямс (адаптація партитури)                                                               |           |
| «Пофарбуй свій фургон»                                                       | Нельсон Ріддл (адаптація партитури)                                                                                               |           |
| «Мила благодійність»                                                         | Сай Коулман (адаптація партитури)                                                                                                 |           |
| «Загнаних коней пристрілюють, чи не так?»                                    | Джонні Грін, Альберт Вудбері (адаптація партитури)                                                                                |           |
| 43-тя (1971)                                                                 | |           |
| Оригінальна партитура                                                        | |           |
| «Історія кохання»                                                            | Френсіс Лей |           |
| «Аеропорт»                                                                   | Альфред Ньюман |           |
| «Кромвель»                                                                   | Френк Корделл |           |
| «Паттон»                                                                     | Джеррі Голдсміт |           |
| «Соняшники»                                                                  | Генрі Манчіні |           |
| Оригінальна партитура пісні                                                  | |           |
| «Нехай буде так»                                                             | The Beatles (музика та текст) |           |
| «Творець дитини»                                                             | Фред Карлін (музика), Тилвит Кимри (текст)                                                                                        |           |
| «Хлопчик на ім'я Чарлі Браун»                                                | Род МакКуен (музика та текст), Джон Скотт Троттер (музика), Білл Мелендес, Аль Шеан (текст), Вінс Гуаральді (адаптація партитури) |           |
| «Кохана Лілі                                                                 | Генрі Манчіні (музика), Джонні Мерсер (текст)                                                                                     |           |
| «Скрудж»                                                                     | Леслі Брикусс (музика та текст), Ян Фрейзер, Герберт В. Спенсер (адаптація партитури)                                             |           |
| 44-та (1972)                                                                 | |           |
| Оригінальна драматична партитура                                             | |           |
| «Літо 42-го»                                                                 | Мішель Легран |           |
| «Мері, королева шотландців»                                                  | Джон Баррі |           |
| «Микола і Олександра»                                                        | Річард Родні Беннетт |           |
| «Шафт»                                                                       | Айзек Гейз |           |
| «Солом'яні пси»                                                              | Джеррі Філдінг |           |
| Озвучення: адаптація та оригінальна партитура пісні                          | |           |
| «Скрипаль на даху»                                                           | Джон Вільямс (адаптація партитури)                                                                                                |           |
| «Постільні ручки та мітли»                                                   | Брати Шерман (партитура пісні), Ірвін Косталь (адаптація партитури)                                                               |           |
| «Друг хлопчика»                                                              | Пітер Максвелл Девіс, Пітер Грінвелл (адаптація партитури)                                                                        |           |
| «Чайковський»                                                                | Тьомкін Дмитро (адаптація партитури)                                                                                              |           |
| «Віллі Вонка і шоколадна фабрика»                                            | Леслі Брикусс, Ентоні Ньюлі (партитура пісні), Вальтер Шарф (адаптація партитури)                                                 |           |
| 45-та (1973)                                                                 | |           |
| Оригінальна драматична партитура                                             | |           |
| «Вогні рампи»                                                                | Чарлі Чаплін, Раймонд Раш, Ларрі Рассел                                                                                           |           |
| «Хрещений батько» (Скасовано)                                                | Ніно Рота |           |
| «Зображення»                                                                 | Джон Вільямс |           |
| «Наполеон і Саманта»                                                         | Бадді Бейкер |           |
| «Пригоди „Посейдона“»                                                        | Джон Вільямс |           |
| «Детектив»                                                                   | Джон Аддісон |           |
| Озвучення: адаптація та оригінальна партитура пісні                          | |           |
| «Кабаре»                                                                     | Ральф Бернс (адаптація партитури)                                                                                                 |           |
| «Леді співає блюз»                                                           | Гіл Аскі (адаптація партитури) |           |
| «Людина з Ламанчі»                                                           | Лоуренс Розенталь(адаптація партитури)                                                                                            |           |
| 46-та (1974)                                                                 | |           |
| Оригінальна драматична партитура                                             | |           |
| «Якими ми були»                                                              | Марвін Гамліш |           |
| «Попелюшка Ліберті»                                                          | Джон Вільямс |           |
| «День дельфіна»                                                              | Жорж Дельрю |           |
| «Метелик»                                                                    | Джеррі Голдсміт |           |
| «Дотик до класу»                                                             | Джон Кемерон |           |
| Озвучення: оригінальна партитура пісні та адаптація або Озвучення: адаптація | |           |
| «Афера»                                                                      | Марвін Гамліш (адаптація партитури)                                                                                               |           |
| «Ісус Христос Суперзірка»                                                    | Андре Превін, Герберт В. Спенсер, Ендрю Ллойд Веббер (адаптація партитури)                                                        |           |
| «Том Соєр»                                                                   | Брати Шерман (партитура пісні), Вілльямс (адаптація партитури)                                                                    |           |
| 47-ма (1975)                                                                 | |           |
| Оригінальна драматична партитура                                             | |           |
| «Хрещений батько 2»                                                          | Ніно Рота, Кармін Коппола |           |
| «Китайський квартал»                                                         | Джеррі Голдсміт |           |
| «Убивство у „Східному експресі“»                                             | Річард Родні Беннетт |           |
| «Шенкс»                                                                      | Алекс Норт |           |
| «Пекло в піднебессі»                                                         | Джон Вільямс |           |
| Озвучення: оригінальна партитура пісні та адаптація або Озвучення: адаптація | |           |
| «Великий Гетсбі»                                                             | Нельсон Ріддл (адаптація партитури)                                                                                               |           |
| «Маленький принц»                                                            | Алан Джей Лернер, Фредерік Лоу (партитура пісні), Анджела Морлі, Дуглас Гемлі (адаптація партитури)                               |           |
| «Привид раю»                                                                 | Пол Вільямс (автор пісень) (пісня та адаптація партитури), Джордж Типтон (адаптація партитури)                                    |           |
| 48-ма (1976)                                                                 | |           |
| Оригінальна партитура                                                        | |           |
| «Щелепи»                                                                     | Джон Вільямс |           |
| «Птахи роблять це, бджоли роблять це»                                        | Джеральд Фрід |           |
| «Укуси кулі»                                                                 | Алекс Норт |           |
| «Пролітаючи над гніздом зозулі»                                              | Джек Ніцше |           |
| «Вітер і Лев»                                                                | Джеррі Голдсміт |           |
| Озвучення: оригінальна партитура пісні та адаптація або Озвучення: адаптація | |           |
| «Баррі Ліндон»                                                               | Леонард Розенман (адаптація партитури)                                                                                            |           |
| «Смішна леді»                                                                | Пітер Мац (адаптація партитури)                                                                                                   |           |
| «Томмі»                                                                      | Піт Таунсенд (адаптація партитури)                                                                                                |           |
| 49-та (1977)                                                                 | |           |
| Оригінальна партитура                                                        | |           |
| «Омен»                                                                       | Джеррі Голдсміт |           |
| «Одержимість»                                                                | Бернард Геррманн |           |
| «Таксист»                                                                    | Бернард Геррманн |           |
| «Джосі Вейлз — людина поза законом»                                          | Джеррі Філдінг |           |
| «Подорож проклятих»                                                          | Лало Шифрін |           |
| Оригінальна партитура пісні та її адаптація або адаптація партитури          | |           |
| «На шляху до слави»                                                          | Леонард Розенман (адаптація партитури)                                                                                            |           |
| «Багсі»                                                                      | Пол Вільямс (пісня та адаптація партитури)                                                                                        |           |
| «Народжується зірка»                                                         | Роджер Келлауей (адаптація партитури)                                                                                             |           |
| 50-та (1978)                                                                 | |           |
| Оригінальна партитура                                                        | |           |
| «Зоряні війни: Нова надія»                                                   | Джон Вільямс |           |
| «Близькі контакти третього ступеня»                                          | Джон Вільямс |           |
| «Джулія»                                                                     | Жорж Дельрю |           |
| «Послання»                                                                   | Моріс Жарр |           |
| «Шпигун, який мене кохав»                                                    | Марвін Гамліш |           |
| Оригінальна партитура пісні та її адаптація або адаптація партитури          | |           |
| «Маленька нічна музика»                                                      | Джонатан Тунік (адаптація партитури)                                                                                              |           |
| «Дракон Піта»                                                                | Аль Каша, Джоель Гіршхорн (партитура пісні), Ірвін Косталь (адаптація партитури)                                                  |           |
| «Тапочка і троянда»                                                          | Брати Шерман (партитура пісні), Анджела Морлі (адаптація партитури)                                                               |           |
| 51-ша (1979)                                                                 | |           |
| Оригінальна партитура                                                        | |           |
| «Опівнічний експрес»                                                         | Джорджо Мородер |           |
| «Хлопці з Бразилії»                                                          | Джеррі Голдсміт |           |
| «Дні жнив»                                                                   | Енніо Морріконе |           |
| «Небо може зачекати»                                                         | Дейв Грусін |           |
| «Супермен»                                                                   | Джон Вільямс |           |
| Адаптація партитури                                                          | |           |
| «Історія Бадді Холлі»                                                        | Джо Рензетті |           |
| «Чарівне дитя»                                                               | Джеррі Векслер |           |
| «Віз»                                                                        | Квінсі Джонс |           |

### 1980-ті
| Церемонія                                                             | Фільм | Номінації |
| --------------------------------------------------------------------- | --- | --------- |
| 52-га (1980)                                                          | |           |
| Оригінальна партитура                                                 | |           |
| «Маленький роман»                                                     | Жорж Дельрю |           |
| «Тен»                                                                 | Генрі Манчіні |           |
| «Жах Амітівіля»                                                       | Лало Шифрін |           |
| «Чемпіон»                                                             | Дейв Грусін |           |
| «Зоряний шлях: Фільм»                                                 | Джеррі Голдсміт |           |
| Оригінальна партитура пісні та її адаптація -або- адаптація партитури | |           |
| «Весь цей джаз»                                                       | Ральф Бернс (адаптація партитури) |           |
| «Вирватися»                                                           | Патрік Вільямс (адаптація партитури) |           |
| «Маппетський фільм»                                                   | Пол Вільямс (пісня та адаптація партитури), Кеннет Ашер (партитура пісні) |           |
| 53-тя (1981)                                                          | |           |
| «Слава»                                                               | Майкл Гор |           |
| «Змінені держави»                                                     | Джон Корільяно |           |
| «Людина-слон»                                                         | Джон Морріс |           |
| «Зоряні війни: Імперія завдає удару у відповідь»                      | Джон Вільямс |           |
| «Тесс»                                                                | Філіпп Сард |           |
| 54-та (1982)                                                          | |           |
| «Вогняні колісниці»                                                   | Вангеліс |           |
| «Вбивця драконів»                                                     | Алекс Норт |           |
| «На золотому озері»                                                   | Дейв Грусін |           |
| «Регтайм»                                                             | Ренді Ньюман |           |
| «Індіана Джонс: У пошуках втраченого ковчега»                         | Джон Вільямс |           |
| 55-та (1983)                                                          | |           |
| Оригінальна партитура                                                 | |           |
| «Іншопланетянин»                                                      | Джон Вільямс |           |
| «Ганді»                                                               | Раві Шанкар, Джордж Фентон |           |
| «Офіцер і джентльмен»                                                 | Джек Ніцше |           |
| «Полтергейст»                                                         | Джеррі Голдсміт |           |
| «Вибір Софії»                                                         | Марвін Гамліш |           |
| Оригінальна партитура пісні та її адаптація -або- адаптація партитури | |           |
| «Віктор/Вікторія»                                                     | Генрі Манчіні (пісня та адаптація партитури), Леслі Брикусс (партитура пісні) |           |
| «Енні»                                                                | Ральф Бернс (адаптація партитури) |           |
| «Один від серця»                                                      | Том Вейтс (партитура пісні) |           |
| 56-та (1984)                                                          | |           |
| Оригінальна партитура                                                 | |           |
| «Справжні чоловіки»                                                   | Білл Конті |           |
| «Крос-Крик»                                                           | Леонард Розенман |           |
| «Зоряні війни: Повернення джедая»                                     | Джон Вільямс |           |
| «Мова ніжності»                                                       | Майкл Гор |           |
| «Під вогнем»                                                          | Джеррі Голдсміт |           |
| Оригінальна партитура пісні та її адаптація або адаптація партитури   | |           |
| «Йентл»                                                               | Мішель Легран (пісня та адаптація партитури), Алан та Мерилін Бергман (партитура пісні) |           |
| «Афера»                                                               | Лало Шифрін (адаптація партитури) |           |
| «Помінятися місцями»                                                  | Елмер Бернстайн (адаптація партитури) |           |
| 57-ма (1985)                                                          | |           |
| Оригінальна партитура                                                 | |           |
| «Поїздка до Індії»                                                    | Моріс Жарр |           |
| «Індіана Джонс і Храм Долі»                                           | Джон Вільямс |           |
| «Природний дар»                                                       | Ренді Ньюман |           |
| «Річка»                                                               | Джон Вільямс |           |
| «Під вулканом»                                                        | Алекс Норт |           |
| Оригінальна партитура пісні                                           | |           |
| «Фіолетовий дощ»                                                      | Прінс |           |
| «Мапети беруть Манхеттен»                                             | Джефф Мосс |           |
| «Пісняр»                                                              | Кріс Крістоферсон |           |
| 58-ма (1986)                                                          | |           |
| «З Африки»                                                            | Джон Баррі |           |
| «Помилка Lua: too many expensive function calls.»                     | Жорж Дельрю |           |
| «Барва пурпурова»                                                     | Кріс Бордман, Помилка Lua: too many expensive function calls., Помилка Lua: too many expensive function calls., Джек Хейс, Помилка Lua: too many expensive function calls., Квінсі Джонс, Помилка Lua: too many expensive function calls., Джеремі Лаббок, Джоель Розенбаум, Помилка Lua: too many expensive function calls., Род Темпертон, Помилка Lua: too many expensive function calls. |           |
| «Сільверадо»                                                          | Помилка Lua: too many expensive function calls. |           |
| «Помилка Lua: too many expensive function calls.»                     | Моріс Жарр |           |
| 59-та (1987)                                                          | |           |
| «Близько півночі»                                                     | Гербі Генкок |           |
| «Чужі»                                                                | Джеймс Горнер |           |
| «Помилка Lua: too many expensive function calls.»                     | Джеррі Голдсміт |           |
| «Місія»                                                               | Енніо Морріконе |           |
| «Зоряний шлях 4: Подорож додому»                                      | Леонард Розенман |           |
| 60-та (1988)                                                          | |           |
| «Останній імператор»                                                  | Девід Бірн, Сакамото Рюіті, Помилка Lua: too many expensive function calls. |           |
| «Поклик свободи»                                                      | Джордж Фентон, Помилка Lua: too many expensive function calls. |           |
| «Імперія Сонця»                                                       | Джон Вільямс |           |
| «Недоторканні»                                                        | Енніо Морріконе |           |
| «Іствікські відьми»                                                   | Джон Вільямс |           |
| 61-ша (1989)                                                          | |           |
| «Помилка Lua: too many expensive function calls.»                     | Дейв Грусін |           |
| «Турист мимоволі»                                                     | Джон Вільямс |           |
| «Небезпечні зв'язки»                                                  | Джордж Фентон |           |
| «Горили в тумані»                                                     | Моріс Жарр |           |
| «Людина дощу»                                                         | Ганс Циммер |           |

### 1990-ті
| Церемонія                                         | Фільм | Номінації |
| ------------------------------------------------- | --- | --------- |
| 62-га (1990)                                      | |           |
| «Русалонька»                                      | Алан Менкен |           |
| «Народжений четвертого липня»                     | Джон Вільямс |           |
| «Помилка Lua: too many expensive function calls.» | Дейв Грусін |           |
| «Поле чудес»                                      | Джеймс Горнер |           |
| «Індіана Джонс і останній хрестовий похід»        | Джон Вільямс |           |
| 63-тя (1991)                                      | |           |
| «Той, що танцює з вовками»                        | Джон Баррі |           |
| «Авалон»                                          | Ренді Ньюман |           |
| «Привид»                                          | Моріс Жарр |           |
| «Гавана»                                          | Дейв Грусін |           |
| «Сам удома»                                       | Джон Вільямс |           |
| 64-та (1992)                                      | |           |
| «Красуня і чудовисько»                            | Алан Менкен |           |
| «Багсі»                                           | Енніо Морріконе |           |
| «Король-рибалка»                                  | Джордж Фентон |           |
| «Джон Ф. Кеннеді. Постріли в Далласі»             | Джон Вільямс |           |
| «Володар припливів»                               | Джеймс Ньютон Говард |           |
| 65-та (1993)                                      | |           |
| «Аладдін»                                         | Алан Менкен |           |
| «Основний інстинкт»                               | Джеррі Голдсміт |           |
| «Чаплін»                                          | Джон Баррі |           |
| «Маєток Говардс Енд»                              | Помилка Lua: too many expensive function calls. |           |
| «Там, де тече річка»                              | Марк Ішем |           |
| 66-та (1994)                                      | |           |
| «Список Шиндлера»                                 | Джон Вільямс |           |
| «Помилка Lua: too many expensive function calls.» | Елмер Бернстайн |           |
| «Фірма»                                           | Дейв Грусін |           |
| «Утікач»                                          | Джеймс Ньютон Говард |           |
| «Наприкінці дня»                                  | Річард Роббінс |           |
| 67-ма (1995)                                      | |           |
| «Король Лев»                                      | Ганс Циммер |           |
| «Форрест Ґамп»                                    | Алан Сільвестрі |           |
| «Інтерв'ю з вампіром: Хроніка життя вампіра»      | Елліот Голденталь |           |
| «Маленькі жінки»                                  | Томас Ньюман |           |
| "Втеча з Шоушенка                                 | Томас Ньюман |           |
| 68-ма (1996)                                      | |           |
| Оригінальна драматична партитура                  | |           |
| «Поштар»                                          | Луїс Енрікес Бакалов |           |
| "Аполлон-13                                       | Джеймс Горнер |           |
| «Хоробре серце                                    | Джеймс Горнер |           |
| «Ніксон»                                          | Джон Вільямс |           |
| «Розум і почуття»                                 | Патрік Дойл |           |
| Оригінальна музична або комедійна партитура       | |           |
| «Покахонтас»                                      | Алан Менкен (музика та оркестрова партитура), Помилка Lua: too many expensive function calls. (слова)                                                                                     |           |
| «Американський президент»                         | Помилка Lua: too many expensive function calls. |           |
| «Сабріна»                                         | Джон Вільямс |           |
| «Історія іграшок»                                 | Ренді Ньюман |           |
| «Помилка Lua: too many expensive function calls.» | Томас Ньюман |           |
| 69-та (1997)                                      | |           |
| Оригінальна драматична партитура                  | |           |
| «Англійський пацієнт»                             | Габрієль Яред |           |
| «Гамлет»                                          | Помилка Lua: too many expensive function calls. |           |
| «Майкл Коллінз»                                   | Елліот Голденталь |           |
| «Блиск»                                           | Помилка Lua: too many expensive function calls. |           |
| «Ті, що сплять»                                   | Джон Вільямс |           |
| Оригінальна музична або комедійна партитура       | |           |
| «Емма»                                            | Помилка Lua: too many expensive function calls. |           |
| «Клуб перших дружин»                              | Марк Шайман |           |
| «Горбань із Нотр-Дама»                            | Алан Менкен (музика та оркестрова партитура), Стівен Шварц (слова) |           |
| «Помилка Lua: too many expensive function calls.» | Ренді Ньюман |           |
| «Дружина священника»                              | Ганс Циммер |           |
| 70-та (1998)                                      | |           |
| Оригінальна драматична партитура                  | |           |
| «Титанік»                                         | Джеймс Горнер |           |
| «Амістад»                                         | Джон Вільямс |           |
| «Розумник Вілл Гантінґ»                           | Денні Ельфман |           |
| «Помилка Lua: too many expensive function calls.» | Філіп Ґласс |           |
| «Таємниці Лос-Анджелеса»                          | Джеррі Голдсміт |           |
| Оригінальна музична або комедійна партитура       | |           |
| «Чоловічий стриптиз»                              | Помилка Lua: too many expensive function calls. |           |
| «Анастасія»                                       | Помилка Lua: too many expensive function calls. (музика), Помилка Lua: too many expensive function calls. (слова), Помилка Lua: too many expensive function calls. (оркестрова партитура) |           |
| «Краще не буває»                                  | Ганс Циммер |           |
| «Люди в чорному»                                  | Денні Ельфман |           |
| «Весілля мого найкращого друга»                   | Джеймс Ньютон Говард |           |
| 71-ша (1999)                                      | |           |
| Оригінальна драматична партитура                  | |           |
| «Життя прекрасне»                                 | Помилка Lua: too many expensive function calls. |           |
| «Єлизавета»                                       | Девід Гіршфельдер |           |
| «Плезантвіль»                                     | Ренді Ньюман |           |
| «Врятувати рядового Раяна»                        | Джон Вільямс |           |
| «Тонка червона лінія»                             | Ганс Циммер |           |
| Оригінальна музична або комедійна партитура       | |           |
| «Закоханий Шекспір»                               | Помилка Lua: too many expensive function calls. |           |
| «Життя комах»                                     | Ренді Ньюман |           |
| «Мулан»                                           | Помилка Lua: too many expensive function calls. (музика), Помилка Lua: too many expensive function calls. (слова), Джеррі Голдсміт (оркестрова партитура)                                 |           |
| «Помилка Lua: too many expensive function calls.» | Марк Шайман |           |
| «Принц Єгипту»                                    | Стівен Шварц (музика та текст), Ганс Циммер (оркестрова партитура) |           |

### 2000-ні
| Церемонія                                         | Фільм                                           | Номінації |
| ------------------------------------------------- | ----------------------------------------------- | --------- |
| 72-га (2000)                                      |                                                 |           |
| ★ «Червона скрипка»                               | Джон Корільяно                                  |           |
| «Краса по-американськи»                           | Томас Ньюман                                    |           |
| «Прах Анджели»                                    | Джон Вільямс                                    |           |
| «Правила виноробів»                               | Рейчел Портман                                  |           |
| «Талановитий містер Ріплі»                        | Габрієль Яред                                   |           |
| 73-тя (2001)                                      |                                                 |           |
| ★ «Тигр підкрадається, дракон ховається»          | Тан Дун                                         |           |
| «Шоколад»                                         | Рейчел Портман                                  |           |
| «Гладіатор»                                       | Ганс Циммер                                     |           |
| «Малена»                                          | Енніо Морріконе                                 |           |
| «Патріот»                                         | Джон Вільямс                                    |           |
| 74-та (2002)                                      |                                                 |           |
| ★ «Володар перснів: Хранителі Персня»             | Говард Шор                                      |           |
| «Штучний розум»                                   | Джон Вільямс                                    |           |
| «Ігри розуму»                                     | Джеймс Горнер                                   |           |
| «Гаррі Поттер і філософський камінь»              | Джон Вільямс                                    |           |
| «Корпорація монстрів»                             | Ренді Ньюман                                    |           |
| 75-та (2003)                                      |                                                 |           |
| ★ «Фріда»                                         | Елліот Голденталь                               |           |
| «Спіймай мене, якщо зможеш»                       | Джон Вільямс                                    |           |
| «Далеко від раю»                                  | Елмер Бернстайн                                 |           |
| «Години»                                          | Філіп Ґласс                                     |           |
| «Проклятий шлях»                                  | Томас Ньюман                                    |           |
| 76-та (2004)                                      |                                                 |           |
| ★ «Володар перснів: Повернення короля»            | Говард Шор                                      |           |
| «Велика риба»                                     | Денні Ельфман                                   |           |
| «Холодна гора»                                    | Габрієль Яред                                   |           |
| «У пошуках Немо»                                  | Томас Ньюман                                    |           |
| «Будинок з піску і туману»                        | Джеймс Горнер                                   |           |
| 77-ма (2005)                                      |                                                 |           |
| ★ «Чарівна країна»                                | Ян Качмарек                                     |           |
| «Гаррі Поттер і в'язень Азкабану»                 | Джон Вільямс                                    |           |
| «Лемоні Снікет: 33 нещастя»                       | Томас Ньюман                                    |           |
| «Страсті Христові»                                | Джон Дебні                                      |           |
| «Таємничий ліс»                                   | Джеймс Ньютон Говард                            |           |
| 78-ма (2006)                                      |                                                 |           |
| ★ «Горбата гора»                                  | Густаво Сантаолалья                             |           |
| «Відданий садівник»                               | Помилка Lua: too many expensive function calls. |           |
| «Мемуари гейші»                                   | Джон Вільямс                                    |           |
| «Мюнхен»                                          | Джон Вільямс                                    |           |
| «Гордість і упередження»                          | Помилка Lua: too many expensive function calls. |           |
| 79-та (2007)                                      |                                                 |           |
| ★ «Вавилон»                                       | Густаво Сантаолалья                             |           |
| «Добрий німець»                                   | Томас Ньюман                                    |           |
| «Скандальний щоденник»                            | Філіп Ґласс                                     |           |
| «Лабіринт Фавна»                                  | Помилка Lua: too many expensive function calls. |           |
| «Королева»                                        | Александр Деспла                                |           |
| 80-та (2008)                                      |                                                 |           |
| ★ «Спокута»                                       | Даріо Маріанеллі                                |           |
| «Потяг до Юми»                                    | Марко Бельтрамі                                 |           |
| «Помилка Lua: too many expensive function calls.» | Альберто Іглесіас                               |           |
| «Майкл Клейтон»                                   | Джеймс Ньютон Говард                            |           |
| «Рататуй»                                         | Майкл Джаккіно                                  |           |
| 81-ша (2009)                                      |                                                 |           |
| ★ «Мільйонер із нетрів»                           | Алла Ракха Рахман                               |           |
| «Загадкова історія Бенджаміна Баттона»            | Александр Деспла                                |           |
| «Виклик»                                          | Джеймс Ньютон Говард                            |           |
| «Гарві Мілк»                                      | Денні Ельфман                                   |           |
| «ВОЛЛ·І»                                          | Томас Ньюман                                    |           |

### 2010-ті
| Церемонія                                 | Фільм                                                                                            | Номінації |
| ----------------------------------------- | ------------------------------------------------------------------------------------------------ | --------- |
| 82-га (2010)                              |                                                                                                  |           |
| ★ «Вперед і вгору»                        | Майкл Джаккіно                                                                                   |           |
| «Аватар»                                  | Джеймс Горнер                                                                                    |           |
| «Незрівнянний містер Фокс»                | Александр Деспла                                                                                 |           |
| «Володар бурі»                            | Марко Бельтрамі, Бак Сандерс                                                                     |           |
| «Шерлок Холмс»                            | Ганс Циммер                                                                                      |           |
| 83-тя (2011)                              |                                                                                                  |           |
| ★ «Соціальна мережа»                      | Трент Резнор, Аттікус Росс                                                                       |           |
| «127 годин»                               | Алла Ракха Рахман                                                                                |           |
| «Як приборкати дракона»                   | Джон Павелл                                                                                      |           |
| «Початок»                                 | Ганс Циммер                                                                                      |           |
| «Король говорить!»                        | Александр Деспла                                                                                 |           |
| 84-та (2012)                              |                                                                                                  |           |
| ★ «Артист»                                | Помилка Lua: too many expensive function calls.                                                  |           |
| «Пригоди Тінтіна: Таємниця „Єдинорога“»   | Джон Вільямс                                                                                     |           |
| «Хранитель часу»                          | Говард Шор                                                                                       |           |
| «Шпигун, вийди геть!»                     | Альберто Іглесіас                                                                                |           |
| «Бойовий кінь»                            | Джон Вільямс                                                                                     |           |
| 85-та (2013)                              |                                                                                                  |           |
| ★ «Життя Пі»                              | Майкл Данна                                                                                      |           |
| «Анна Кареніна»                           | Даріо Маріанеллі                                                                                 |           |
| «Арго»                                    | Александр Деспла                                                                                 |           |
| «Лінкольн»                                | Джон Вільямс                                                                                     |           |
| «007: Координати „Скайфолл“»              | Томас Ньюман                                                                                     |           |
| 86-та (2014)                              |                                                                                                  |           |
| ★ «Гравітація»                            | Помилка Lua: too many expensive function calls.                                                  |           |
| «Книжкова злодійка»                       | Джон Вільямс                                                                                     |           |
| «Вона»                                    | Помилка Lua: too many expensive function calls., Помилка Lua: too many expensive function calls. |           |
| «Філомена»                                | Александр Деспла                                                                                 |           |
| «Порятунок містера Бенкса»                | Томас Ньюман                                                                                     |           |
| 87-ма (2015)                              |                                                                                                  |           |
| ★ «Готель „Ґранд Будапешт“»               | Александр Деспла                                                                                 |           |
| «Гра в імітацію»                          | Александр Деспла                                                                                 |           |
| «Інтерстеллар»                            | Ганс Циммер                                                                                      |           |
| «Містер Тернер»                           | Помилка Lua: too many expensive function calls.                                                  |           |
| «Теорія всього»                           | Йоганн Йоганнссон                                                                                |           |
| 88-ма (2016)                              |                                                                                                  |           |
| ★ «Мерзенна вісімка»                      | Енніо Морріконе                                                                                  |           |
| «Міст шпигунів»                           | Томас Ньюман                                                                                     |           |
| «Керол»                                   | Картер Бервелл                                                                                   |           |
| «Сікаріо»                                 | Йоганн Йоганнссон                                                                                |           |
| «Зоряні війни: Пробудження Сили»          | Джон Вільямс                                                                                     |           |
| 89-та (2017)                              |                                                                                                  |           |
| ★ «Ла-Ла Ленд»                            | Джастін Гурвіц                                                                                   |           |
| «Джекі»                                   | Помилка Lua: too many expensive function calls.                                                  |           |
| «Лев»                                     | Гаушка, Помилка Lua: too many expensive function calls.                                          |           |
| «Місячне сяйво»                           | Помилка Lua: too many expensive function calls.                                                  |           |
| «Пробудження»                             | Томас Ньюман                                                                                     |           |
| 90-та (2018)                              |                                                                                                  |           |
| ★ «Форма води»                            | Александр Деспла                                                                                 |           |
| «Дюнкерк»                                 | Ганс Циммер                                                                                      |           |
| «Примарна нитка»                          | Джонні Грінвуд                                                                                   |           |
| «Зоряні війни: Останні джедаї»            | Джон Вільямс                                                                                     |           |
| «Три білборди за межами Еббінга, Міссурі» | Картер Бервелл                                                                                   |           |
| 91-ша (2019)                              |                                                                                                  |           |
| ★ «Чорна Пантера»                         | Людвіг Геранссон                                                                                 |           |
| «Чорний куклукскланівець»                 | Помилка Lua: too many expensive function calls.                                                  |           |
| «Якби Біл-стріт могла заговорити»         | Ніколас Брітелл                                                                                  |           |
| «Острів собак»                            | Александр Деспла                                                                                 |           |
| «Мері Поппінс повертається»               | Марк Шайман                                                                                      |           |

### 2020-ті
| Церемонія                        | Фільм                                           | Номінації           |
| 92-га (2020)                     |                                                 |                     |
| -------------------------------- | ----------------------------------------------- | ------------------- |
| 92-га (2020)                     | ★ «Джокер»                                      | Гільдур Ґуднадоттір |
| 92-га (2020)                     | «1917»                                          | Томас Ньюман        |
| 92-га (2020)                     | «Зоряні війни: Скайвокер. Сходження»            | Джон Вільямс        |
| 92-га (2020)                     | «Маленькі жінки»                                | Александр Деспла    |
| 92-га (2020)                     | «Шлюбна історія»                                | Ренді Ньюман        |
| 93-тя (2021)                     |                                                 |                     |
| ★ «Душа»                         | Трент Резнор, Аттікус Росс, Жон Батіст          |                     |
| «П'ятеро однієї крові»           | Теренс Бланшар                                  |                     |
| «Манк»                           | Трент Резнор, Аттікус Росс                      |                     |
| «Мінарі»                         | Еміль Моссері                                   |                     |
| «Новини світу»                   | Джеймс Ньютон Говард                            |                     |
| 94-та (2022)                     |                                                 |                     |
| ★ «Дюна»                         | Ганс Циммер                                     |                     |
| «Енканто»                        | Помилка Lua: too many expensive function calls. |                     |
| «Не дивіться вгору»              | Помилка Lua: too many expensive function calls. |                     |
| «Паралельні матері»              | Помилка Lua: too many expensive function calls. |                     |
| «У руках пса»                    | Джонні Грінвуд                                  |                     |
| 95-та (2023)                     |                                                 |                     |
| ★ «На західному фронті без змін» | Фолькер Бертельманн                             |                     |
| «Вавилон»                        | Джастін Гурвіц                                  |                     |
| «Банши Інішерина»                | Картер Беруелл                                  |                     |
| «Все завжди і водночас»          | Сон Люкс                                        |                     |
| «Фабельмани»                     | Джон Вільямс                                    |                     |
| 96-та (2024)                     |                                                 |                     |
| ★ «Оппенгеймер»                  | Людвіг Геранссон                                |                     |
| «Американське чтиво»             | Лора Карпман                                    |                     |
| «Індіана Джонс і реліквія долі»  | Джон Вільямс                                    |                     |
| «Вбивці квіткової повні»         | Роббі Робертсон(посмертно)                      |                     |
| «Бідолашні створіння»            | Джерскін Фендрікс                               |                     |
| 97-ма (2025)                     |                                                 |                     |
| ★ «Бруталіст»                    | Деніел Блумберг                                 |                     |
| «Конклав»                        | Фолькер Бертельманн                             |                     |
| «Емілія Перес»                   | Клеман Дюколь, Camille                          |                     |
| «Wicked: Чародійка»              | Джон Пауелл, Стівен Шварц                       |                     |
| «Дикий робот»                    | Кріс Бауерс                                     |                     |

## Рекорди
| Категорія                        | Ім'я           | Досягнення   |
| -------------------------------- | -------------- | ------------ |
| Найбільше нагороди               | Альфред Ньюмен | 9 нагород    |
| Найбільше номінацій              | Джон Вілльямс  | 44 номінацій |
| Найбільше номінацій без нагороди | Алекс Норт     | 14 номінацій |

Лише один композитор виграв дві нагороди за один рік: 1973 року Марвін Гемліш переміг у категоріях «Найкращий оригінальний саундтрек» за фільм «Якими ми були» та «Найкраща адаптація» за «Афера», того ж року Герміш отримав нагороду за найкращу пісню до фільму «Якими ми були». Гемліш єдиний музикант, який виграв три «Оскари» за один рік.
Єдиний композитор, який виграв три нагороди поспіль, — Роджер Еденс, за «Великодній парад» (1948), «У місті» (1949) та «Енні отримує вашу зброю» (1950).